# Zec-gyilkosság
A Zec család meggyilkolása a horvátországi Zágrábban történt 1991. december 7-én, a horvátországi háború idején, amikor egy ötfős horvát milicista osztag agyonlőtte egy szerb család három tagját: Mihajlo Zecet, feleségét Mariját és 12 éves lányukat, Aleksandrát. A család két másik gyermeke megszökött. A gyilkosokat elfogták, de egy vitatott bírósági döntés után 1992-ben szabadon engedték. Hosszas látszólagos hanyagság és titkolózás után a Zec-gyilkossággal végül nem foglalkozott a horvát jogrendszer, de a kormány egy 2004-es bírósági megegyezés keretében beleegyezett a túlélő családtagok kártalanításába. Ennek a gyilkosságnak a fő elkövetőit különböző, más bűncselekmények miatt ítélték börtönbüntetésre.

## A gyilkosság
1991. december 7-én 23:00 körül a Zec család Zágráb melletti házát öt ember vette körül: Siniša Rimac, Munib Suljić, Igor Mikola, Nebojša Hodak és Snježana Živanović. A tettesek állítólag azért hatoltak be a házba, hogy letartóztassák Mihajlo Zecet (aki hivatása szerint hentes volt), mivel állítólagos kapcsolatai voltak a lázadó krajnai szerbekkel. A tettesek közül négyen Tomislav Merčep félkatonai egységének, a horvát belügyminisztérium tartalékos egységének voltak a tagjai. Tuđman elnök iratainak későbbi kiszivárogtatása során derült fény arra, hogy 1995-ben Merčepet behívatták az elnökhöz, aki azt mondta Tuđmannak, hogy a gyilkosságot Zvonimir Trusić rendelte meg, aki Merčep szerint Zvonimir Šeparović akkori külügyminiszter és Ivan Vekić akkori belügyminiszter alárendeltje volt. Ezt a tanúvallomást azonban a bíróság soha nem vizsgálta meg.
Mihajlo Zec kirohant az utcára, és megpróbált elmenekülni, de Siniša Rimac harminc méterről rálőtt. Ezt követően feleségét, Mariját és egyik lányukat, Aleksandrát megkötözték, és bedobták őket egy rendszám nélküli furgonba, mellyel a Medvednica-hegység közelében lévő hegyi szálláshoz hajtottak. Itt Aleksandrát és Mariját megölték, és testüket egy szemetesgödörbe dobták. Aleksandra testvéreinek, Gordanának és Dušannak sikerült elrejtőzniük, majd Banja Lukába, nagymamájuk otthonába menekültek. A későbbi vizsgálatok azt állítják, hogy Rimac állítólag nem akarta Aleksandrát megölni, de a többiek elutasítottak minden kegyelmet, mivel tanuja volt a gyilkosságoknak. A lányt Munib Suljić egy automata Heckler & Koch puskával lőtte fejbe.

## A kivizsgálás
A rendőrök alig néhány nappal a bűncselekmény után elfogták az elkövetőket, akik az első kihallgatások során elismerték a gyilkosságokat és ismertették annak részleteit. Ezeket a vallomásokat azonban ügyvédeik jelenléte nélkül tették. Ez a jelentős eljárási hiba azt jelentette, hogy a kivégzéseknek jogilag nem voltak tanúi. Voltak tanúvallomások olyanoktól, akik látták, ahogy Rimac megöli Mihajlo Zecet. Mások azt vallották, Mikola vallotta be a gyilkosságot. A rendőrség akkori szakvéleménye bebizonyította, hogy a vádlottaktól lefoglalt fegyverek megegyeztek a gyilkosságok elkövetéséhez használt fegyverekkel. Az elkövetők kisteherautójának igazságügyi szakértői vizsgálata szerint az valóban Aleksandra és Marija Zec szállítására szolgált. A zágrábi megyei bíróság azonban mindezt nem vette figyelembe, és felmentő ítéletet hozott.
1992. február 19-én a horvát legfelsőbb bíróság felülvizsgálta, és újból visszaküldte az ügyet. 2] 1992. július 9-én a zágrábi megyei bíróság ismét felmentő ítéletet hozott. A horvát igazságszolgáltatási rendszert kritizálták emiatt. A legtöbb jogi szakértő azzal érvelt, hogy a bíróságra nehezedő erős politikai nyomás miatt az ítélet túlkapás volt, és a jogi rendelkezések erősen kétes értelmezésén alapul.

## Következmények
Szabadulásuk után Suljić és Hodak bűnözői életmódot folytattak, amelyről a helyi újságok sokat foglalkoztak. Rimac Gojko Šušak védelmi miniszter testőre lett, és a horvát hadseregben magas rangra jutott. Mikola megúszta a rivaldafényt azzal, hogy Hercegovinába költözött, míg Snježana Živković sikeresen kibújt minden büntetés elől. 1995. május 30-án a „háborúban tanúsított hősiessége” elismeréseként Rimac megkapta a Nikola Šubić Zrinski Rendet, amelyet Franjo Tuđman adományozott a számára.
A Nacional című horvát hetilap szerint mentelmüket maga Tuđman hosszabbította meg. 1992-ben Stjepan Mesić állítólag azt kérte Tuđmantól, hogy az ügy mielőbb megoldódjon, de Tuđman azt válaszolta: „Legyen, talán még szükségem lesz azokra a srácokra.”
Davor Butković újságíró kijelentette, hogy Vladimir Šeks, aki az eredeti per idején a Horvát Köztársaság államügyésze volt, kijelentette, hogy elszomorította a Zec-ügy, és bűnösnek érzi magát amiatt, hogy a gyilkosokat nem büntették meg. 2004-ben Šeks azt mondta a Nacional újságírójának, Berislav Jelinićnek, hogy elszomorította az eset, de nem vállalja a felelősséget. 2005-ben Rimacot, Suljićot és Mikolát a „Pakračka poljana” ügyben elítélték Aleksandar „Saša” Antić meggyilkolásáért, ahol ugyanez az egység számos háborús bűnt követett el szerbek és néhány horvát ellen, akik mint Antić és Marina Nuić 1991-ben kegyvesztett lettek és fogságba kerültek. Antić, Nuić és más horvátok Pakračka poljanán történt meggyilkolásának pontos okai továbbra sem tisztázottak. Nuić holttestét soha nem találták meg, de Miro Bajramović egy a Feral Tribune-nak adott interjújában azt mondta, hogy Pakračkában 86 embert ölt meg, köztük 72-t a saját kezével. Tanúsította, hogy Nuićot többször megerőszakolták, mielőtt agyonlőtték, és a holttestét a közeli Janja Lipában temették el, és ott is maradt, mivel soha nem exhumálták. Ezt az ügyet először 1997-ben tárgyalták, de 1999 és 2001 között több meghallgatáson ment keresztül.
Suljić, az ügy első számú tettese végül 10 év börtönt kapott. Siniša Rimacot nyolc évre ítélték.  Igor Mikolát gyilkosság, valamint Miloš Ivošević, Radom Pajić és Marko Grujić törvénytelen fogva tartása és zsarolása miatt öt év börtönbüntetésre ítélték. Az utóbbi, Mikolával elkövetett bűncselekmény miatt további két férfit ítéltek el. Az ítélet után Rimacot letartóztatták, míg Suljić és Mikola nem jelent meg az ítélethirdetésen.
Egy évvel korábban Igor Mikolát, miután a zenicai börtönben letöltötte 27 hónapos börtönbüntetését egy grúdei benzinkút tulajdonosának, Mladen Žuljnak a zsarolási kísérlete miatt, Bosznia-Hercegovina kiadta Horvátországnak.
Nebojša Hodakot 2005 júniusában egy év börtönbüntetésre ítélték egy másik zsarolási kísérletben.
Munib Suljić 2006 júniusában személyesen adta fel magát a volt Jugoszláviával foglalkozó hágai Nemzetközi Törvényszéknek. Kiadták Horvátországnak, hogy letöltse 12 éves börtönbüntetését, de 2006 augusztus 25-én a zágrábi Svetošimunska utcai börtönkórházban meghalt.

## Kártérítés a túlélő családtagoknak
Az életben maradt Zec-gyerekek, Dušan és Gordana, Ante Nobilo és Mara Mihočević horvát ügyvédek segítségével beperelték a Horvát Köztársaságot. A bírósági eljárás 2004 tavaszi végéhez közeledve Ivo Sanader kormánya beleegyezett az 1 500 000 horvát kuna kártérítésbe.

## Irodalmi feldolgozások
- A Zec-ügy adta az ihletet az „Alabástrom juh” (horvátul: Ovce od gipsa) című regényhez Jurica Pavičić 1997-ben megjelent művéhez, valamint Vinko Brešan 2003-as „Tanúk” című filmjéhez, amely Pavičić regénye alapján készült. A regény a valós eseményeken alapul. Az eset tényeitől való egyes eltérések – leginkább az a tény, hogy az Aleksandra Zecről mintázott karakter túléli a gyilkosságot, miután a főszereplők megmentették – vita tárgyát képezték, és mind a filmet, mind a regényt kritizálták azért, mert az események „felvizezett” ábrázolását mutatja be.[13][14][15]

- Az Aleksandra Zec című 2014-es darab, amelyet Oliver Frljić írt és rendezett, kifejezetten a Zec-ügyre épült, és valós részleteket, például rendőrségi fényképeket és az elkövetők vallomását használta fel.[16]

## Fordítás
- Ez a szócikk részben vagy egészben  a   Murder of the Zec family című horvát Wikipédia-szócikk ezen változatának fordításán alapul.  Az eredeti cikk szerkesztőit annak laptörténete sorolja fel. Ez a jelzés csupán a megfogalmazás eredetét és a szerzői jogokat jelzi, nem szolgál a cikkben szereplő információk forrásmegjelöléseként.